# Februar 2002
Portal Geschichte | Portal Biografien | Aktuelle Ereignisse | Jahreskalender | Tagesartikel

◄ |
20. Jahrhundert |
21. Jahrhundert

◄ |
1970er |
1980er |
1990er |
2000er
| 2010er | 2020er | 2030er | ►

◄ |
1998 |
1999 |
2000 |
2001 |
2002
| 2003 | 2004 | 2005 | 2006 | ►

◄ |
November 2001 |
Dezember 2001 |
Januar 2002 |
Februar 2002 |
März 2002 |
April 2002 |
Mai 2002 |
►
Dieser Artikel behandelt tagesbezogene Nachrichten und Ereignisse im Februar 2002.

## Tagesgeschehen

### Freitag, 1. Februar 2002
- Berlin/Deutschland: Der Bundesrat stimmt dem Atomausstieg zu, den der Bundestag im Dezember 2001 beschloss. Das Ausstiegsgesetz tritt an die Stelle des Atomförderungsgesetzes und sieht vor, dass die 19 Kernkraftwerke in der Bundesrepublik bis 2021 vom Netz gehen.[1]

### Samstag, 2. Februar 2002
- Amsterdam/Niederlande: Willem-Alexander von Oranien-Nassau, der Kronprinz der Niederlande, heiratet in der Neuen Kirche von Amsterdam die Argentinierin Máxima Zorreguieta Cerruti.[2]
- Wilhelmshaven/Deutschland: Die Fregatte Emden der Marine verlässt ihren Heimathafen. Sie wird im Indischen Ozean als Teil einer internationalen Flotte an der Seeüberwachung im Rahmen der Operation Andauernde Freiheit teilnehmen.[3]

### Sonntag, 3. Februar 2002

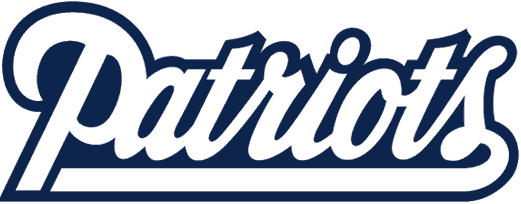
Schriftzug der New England Patriots

- Bolvadin/Türkei: Ein Erdbeben mit einer Magnitude von 6,5 richtet in der türkischen Provinz Afyonkarahisar größere Schäden an und tötet 44 Menschen.[4][5]
- New Orleans/Vereinigte Staaten: Der Super Bowl XXXVI im American Football zwischen den New England Patriots und den St. Louis Rams endet 20:17.[6]
- Stockholm/Schweden: Im Finale der Handball-EM besiegt die schwedische Männer-Nationalmannschaft das deutsche Team nach Verlängerung 33:31 und wird zum vierten Mal Handball-Europameister.[7]

### Montag, 4. Februar 2002
- Uljanowsk/Russland: Zwei Deserteure der 31. Luftsturm-Brigade der russischen Luftlandetruppen töten auf der Flucht vier Zivilisten und fünf Polizisten. Nach einer 24-stündigen Flucht werden sie von Polizisten erschossen.[8][9]

### Dienstag, 5. Februar 2002
- Berlin/Deutschland: Steffen Seibert und Anne Will werden in der Kategorie „Shooting Star“ mit der Goldenen Kamera ausgezeichnet.[10]

### Mittwoch, 6. Februar 2002
- Berlin/Deutschland: Mit dem Film Heaven von Tom Tykwer beginnen die 52. Internationalen Filmfestspiele Berlin.[11]
- Jastrzębie-Zdrój/Polen: Auf dem Steinkohlenbergwerk Jas-Mos kommen 10 Bergleute bei einem Grubenunglück ums Leben. Wahrscheinlich wurde das Unglück durch eine Schlagwetter- oder Kohlenstaubexplosion ausgelöst.[12]

### Donnerstag, 7. Februar 2002
- Agadir/Marokko: Eine ukrainische Antonow An-12BP kollidiert während eines Transportfluges vom Flughafen Al Massira zum Algiers-Houari Boumediene Airport mit dem Berg Aoulim. Alle acht Besatzungsmitglieder sterben bei dem Unglück.[13]

### Freitag, 8. Februar 2002

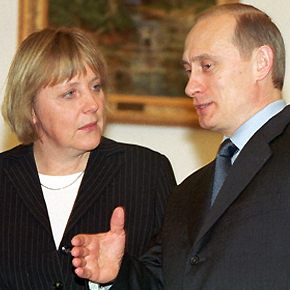
Angela Merkel, Wladimir Putin

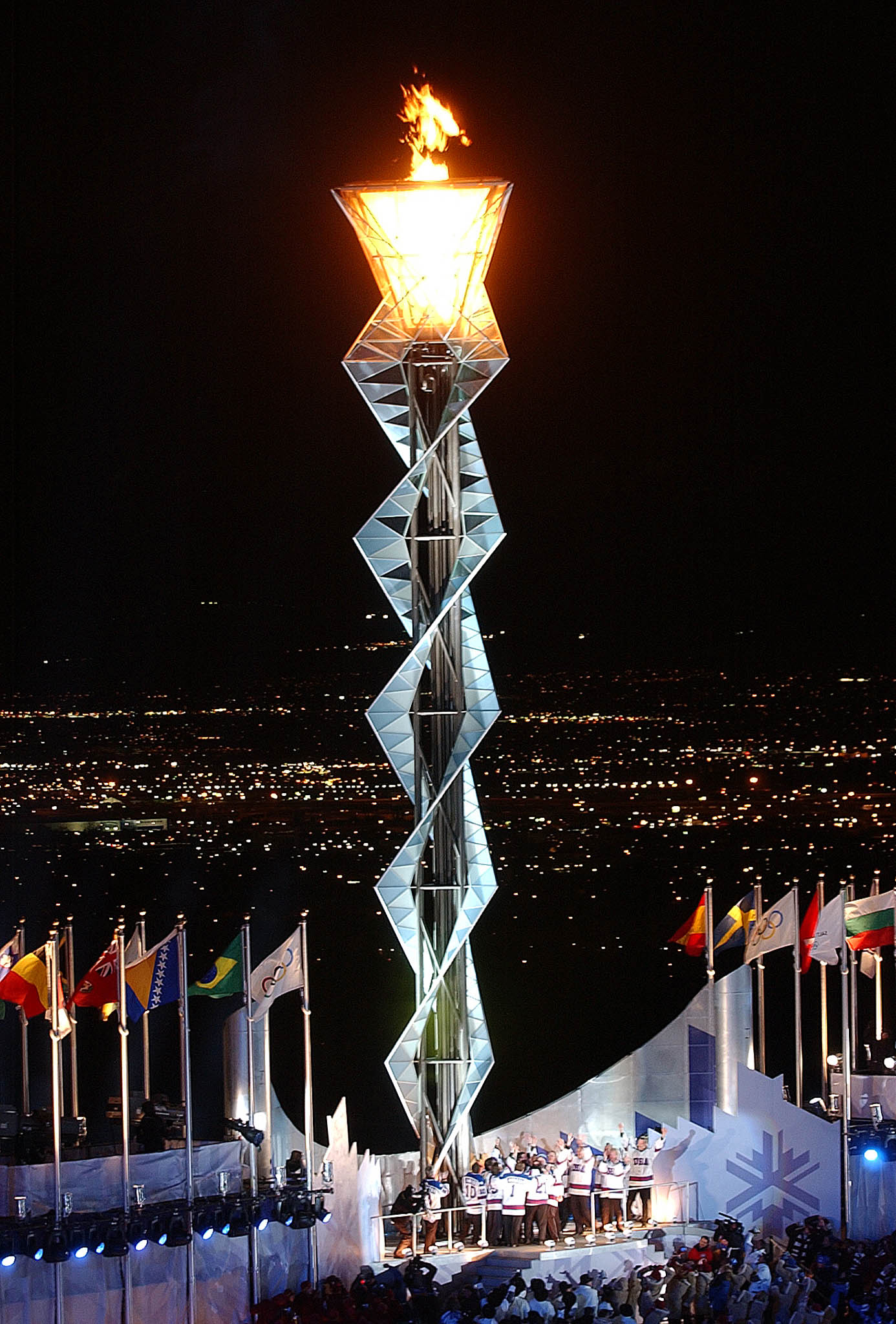
Olympisches Feuer in Salt Lake City

- Kabul/Afghanistan: Der als „Taliban-Außenminister“ bekannte Terrorist Wakil Ahmed Mutawakil stellt sich der afghanischen Übergangsregierung, die unter dem Schutz der Internationalen Sicherheitsunterstützungstruppe steht. Die Regierung übergibt Mutawakil den Streitkräften der Vereinigten Staaten.
- Moskau/Russland: Der Präsident Russlands Wladimir Putin führt mit der Bundesparteichefin der größten deutschen Oppositionspartei CDU, Angela Merkel, Gespräche über die Bekämpfung des weltweiten Terrorismus.[14]
- Salt Lake City/Vereinigte Staaten: In der Hauptstadt des US-Bundesstaats Utah findet die Eröffnungszeremonie der Olympischen Winterspiele 2002 statt.[15]

### Sonntag, 10. Februar 2002
- Bamako/Mali: Titelverteidiger Kamerun gewinnt mit einem Sieg nach Elfmeterschießen gegen den Senegal das Finale der 23. Fußball-Afrikameisterschaft.[16]

### Montag, 11. Februar 2002
- Düsseldorf/Deutschland: Das Oberlandesgericht von Nordrhein-Westfalen erklärt die Rasterfahndung, die nach den Terroranschlägen am 11. September 2001 in den USA durchgeführt wurde, zum Teil für rechtswidrig. Besonders die Einbeziehung deutscher Staatsangehöriger sei unverhältnismäßig gewesen.
- Karlsruhe/Deutschland: Bezüglich des NPD-Verbotsverfahrens versichern Bundesregierung, Bundestag und Bundesrat dem Verfassungsgericht, dass die eingesetzten V-Männer keinen steuernden Einfluss auf die Aktionen der Partei hatten. Das Verbotsverfahren wird dennoch ein Jahr später auf Grund dieser V-Männer eingestellt.

### Dienstag, 12. Februar 2002
- Den Haag/Niederlande: Vor dem UN-Kriegsverbrechertribunal beginnt der Prozess gegen den früheren jugoslawischen Präsidenten Slobodan Milošević. Er lehnt einen Verteidiger grundsätzlich ab, da er das Verfahren als „Lynchjustiz“ betrachtet. Milošević wird der Vertreibung und Ermordung von Albanern im Kosovo sowie des Völkermords in Kroatien und Bosnien und Herzegowina angeklagt.
- Lorestan/Iran: Beim Absturz einer Tupolew Tu-154 der Iran Airtours kommen im Westen des Landes alle 117 Insassen ums Leben. Sie zerschellt westlich der Stadt Chorramabad an einem Berghang.

### Mittwoch, 13. Februar 2002
- Wiesbaden/Deutschland: Der Staatsgerichtshof des Landes Hessen erklärt die Landtagswahl vom 7. Februar 1999 für gültig, obgleich bekannt geworden war, dass die siegreiche CDU den Wahlkampf zum Teil mit Schwarzgeld finanzierte. Roland Koch löste in dieser Wahl Hans Eichel von der SPD als Ministerpräsident ab.

### Donnerstag, 14. Februar 2002
- Manama/Bahrain: Das Emirat wird in ein konstitutionelles Königreich umgewandelt. Die Verfassung wird reaktiviert und ein Zwei-Kammern-Parlament gegründet.

### Samstag, 16. Februar 2002
- Berlin/Deutschland: Mit der Verleihung des Goldenen Bären gehen die 52. Internationalen Filmfestspiele Berlin zu Ende. Erstmals seit 1990 erhalten zwei Filme die Auszeichnung: der japanische Zeichentrickfilm Chihiros Reise ins Zauberland aus dem Studio Ghibli und die britisch-irische Koproduktion Bloody Sunday von Regisseur Paul Greengrass.[17]
- Karnai/Palästinensische Autonomiegebiete: Bei einem Selbstmordanschlag auf das Einkaufszentrum der israelischen Siedlung im Westjordanland reißt der Attentäter zwei Israelis mit sich in den Tod.

### Dienstag, 19. Februar 2002
- Freising/Deutschland: Beim Amoklauf von Eching und Freising tötet der 19-jährige Attentäter drei Personen und anschließend sich selbst.
- La Paz/Bolivien: In der Stadt ereignet sich eine Überschwemmung, welche etwa 60 Todesopfer zur Folge hat.
- Sonnensystem: Die NASA-Sonde 2001 Mars Odyssey, die seit Oktober 2001 den Mars umkreist, beginnt mit der Kartografierung der Marsoberfläche.

### Mittwoch, 20. Februar 2002
- Al-Dschiza/Ägypten: Bei einem Brand in einem überfüllten Passagierzug sterben in der Stadt Al-Ayyat mindestens 380 Menschen.[18][19]
- Prag/Tschechische Republik: Präsident Miloš Zeman relativiert bei einem Besuch des deutschen Bundesministers des Auswärtigen Joschka Fischer seine Aussage über Sudetendeutsche, dass deren „Bestrafung“ nach dem Zweiten Weltkrieg „milde“ ausgefallen sei. Für die Regierung Schröder der Bundesrepublik Deutschland birgt der Umgang mit den antideutschen Statements ein Risiko für die anstehende Bundestagswahl, denn die nach 1945 aus Ost- und Mitteleuropa Vertriebenen bilden eine starke Wählergruppe.[20]

### Donnerstag, 21. Februar 2002
- Bogotá/Kolumbien: Die kolumbianische Regierung erklärt die Friedensverhandlung mit der Guerillabewegung FARC-EP für gescheitert und bombardiert daraufhin Ziele im Süden des Landes.[21]
- Ostsee/Deutschland: Das schwerste Ostseesturmhochwasser seit 1995 sorgt für große Schäden an der Küste in Schleswig-Holstein und Mecklenburg-Vorpommern. Bei einem Stand von 1,65 m NN wurden in Lübeck, Stralsund, Wismar und Rostock wurden zahlreiche Straßen überflutet.[22]
- Toulouse/Frankreich: Der Serienmörder Patrice Alègre wird vor Gericht zu lebenslanger Haft verurteilt.[23]

### Freitag, 22. Februar 2002
- Colombo/Sri Lanka: Der von Norwegen vermittelte Waffenstillstand zwischen der Regierung und tamilischen Rebellen tritt in Kraft. Der Bürgerkrieg hatte 19 Jahre angedauert und rund 69.000 Menschen das Leben gekostet.
- Kiel/Deutschland: Den Vorentscheid zum Eurovision Song Contest gewinnt die blinde Sängerin Corinna May. Im Vorjahr war sie Zweitplatzierte geworden und musste sich Stefan Raab geschlagen geben. Das Finale findet im Mai 2002 in Tallinn statt.
- Moxico/Angola: Einheiten der nationalen Streitkräfte erschießen Jonas Savimbi, die Führungsperson der bewaffneten Kämpfer der Nationalen Union für die völlige Unabhängigkeit Angolas.[24]

### Samstag, 23. Februar 2002

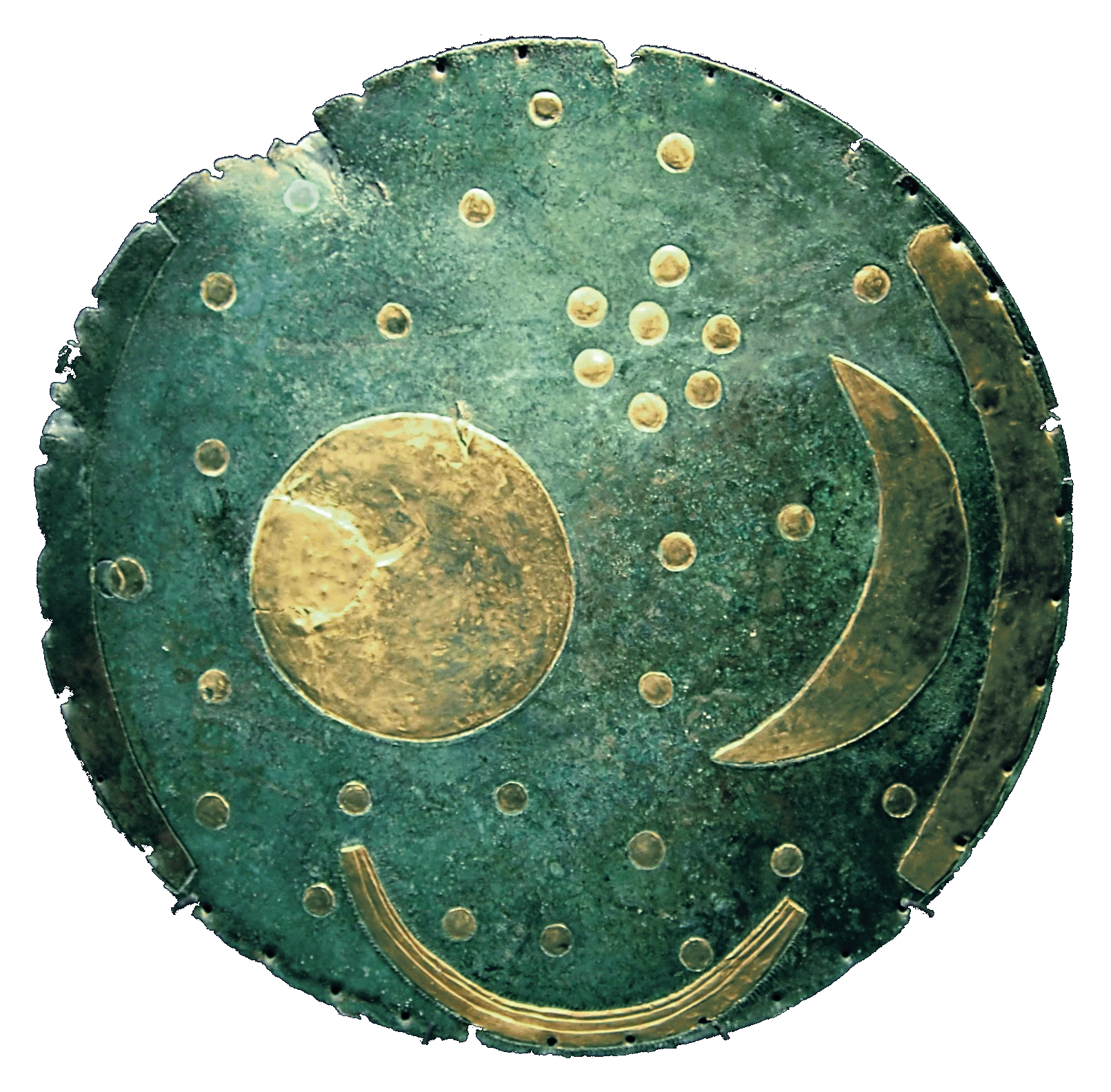
Die Himmelsscheibe von Nebra

- Basel/Schweiz: Die deutsche und die Schweizer Polizei können in einer gemeinsamen Aktion die Himmelsscheibe von Nebra sicherstellen, die 1999 bei einer Raubgrabung gefunden wurde. Der sachsen-anhaltische Landesarchäologe Meller stellt die Falle, indem er sich zum Schein als Kaufinteressent mit den Hehlern, einer Museumspädagogin und einem Lehrer, trifft.[25]
- Bogotá/Kolumbien: Die kolumbianische Präsidentschaftskandidatin Íngrid Betancourt und ihre Wahlkampfleiterin Clara Rojas werden von linksgerichteten Rebellen der FARC entführt, als sie sich in die Nähe des von den Rebellen kontrollierten Gebietes begaben.
- Riesenbeck/Deutschland: Ein Tornado der Kategorie F2 beschädigt auf einer Länge von 1,5 km  mehr als 150 Gebäude in der Ortslage des Hörsteler Stadtteils Riesenbeck.[26]

### Dienstag, 26. Februar 2002
- Berlin/Deutschland: Bundespräsident Johannes Rau begnadigt Adelheid Schulz, ehemaliges Mitglied der terroristischen Vereinigung Rote Armee Fraktion.[27]
- Norddeutschland/Deutschland: Der Orkan Anna zieht über Norddeutschland und Dänemark mit Spitzenböen von bis über 160 km/h hinweg. Durch das Wetterereignis verlieren drei Menschen ihr Leben.[28]
- Rawalpindi/Pakistan: Bei einem bewaffneten Angriff auf eine Moschee werden neun schiitische Gläubige ermordet und mindestens zehn weitere Personen verletzt.[29]
- Wampersdorf/Österreich: Im Bahnhof Wampersdorf auf der Pottendorfer Linie fährt ein Güterzug durch Bremsversagen auf eine Rollende Landstraße auf, sechs Fernfahrer kommen ums Leben.[30]

### Mittwoch, 27. Februar 2002
- Godhra/Indien: Als ein muslimischer Mob mehrere Eisenbahnwaggons in Brand steckt, sterben 59 hinduistische Pilger. Unmittelbar danach brechen Aufstände gegen Muslime aus.[31]
- Los Angeles/Vereinigte Staaten: Bei der Verleihung des Grammy Awards 2002 ist Alicia Keys mit fünf Auszeichnungen die erfolgreichste Musikerin, u. a. wird ihr Lied Fallin als „Song des Jahres“ prämiert. In der Kategorie „Album des Jahres“ gewinnt der Soundtrack zum Film O Brother, Where Art Thou? – Eine Mississippi-Odyssee.[32][33]
- Potsdam/Deutschland: Das Landgericht verurteilt den früheren Bauminister von Brandenburg Jochen Wolf (SPD) wegen Anstiftung zum Mord an seiner Ehefrau zu fünf Jahren Freiheitsentziehung.[34]

### Donnerstag, 28. Februar 2002
- Berlin/Deutschland: Der Generalsekretär der Vereinten Nationen Kofi Annan lobt in seiner Rede vor dem Deutschen Bundestag die Rolle Deutschlands bei der Sicherung des Friedens in der Welt.[35]

## Weblinks

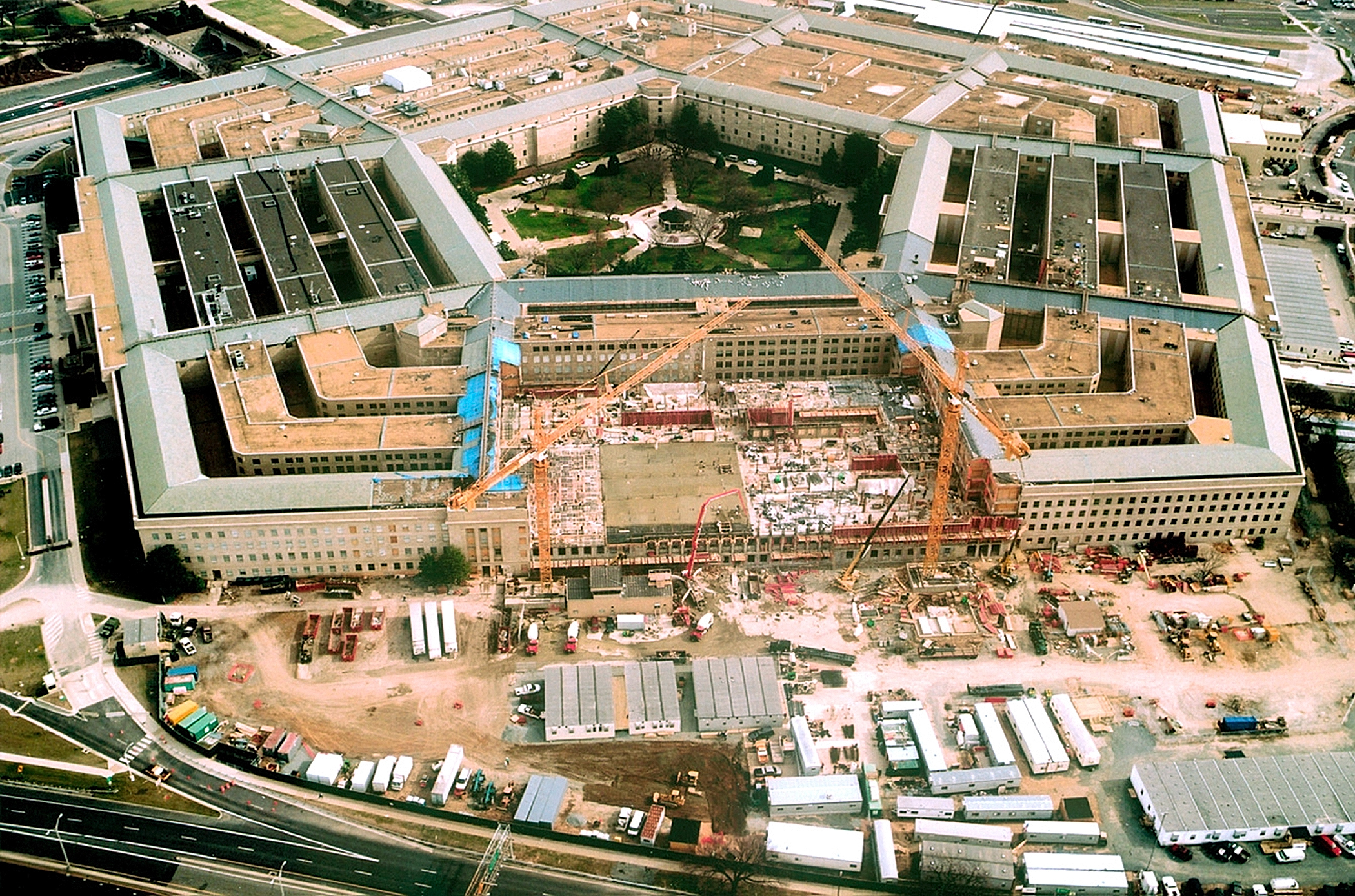
Virginia im Februar 2002